# Norblin, Bracia Buch i T. Werner

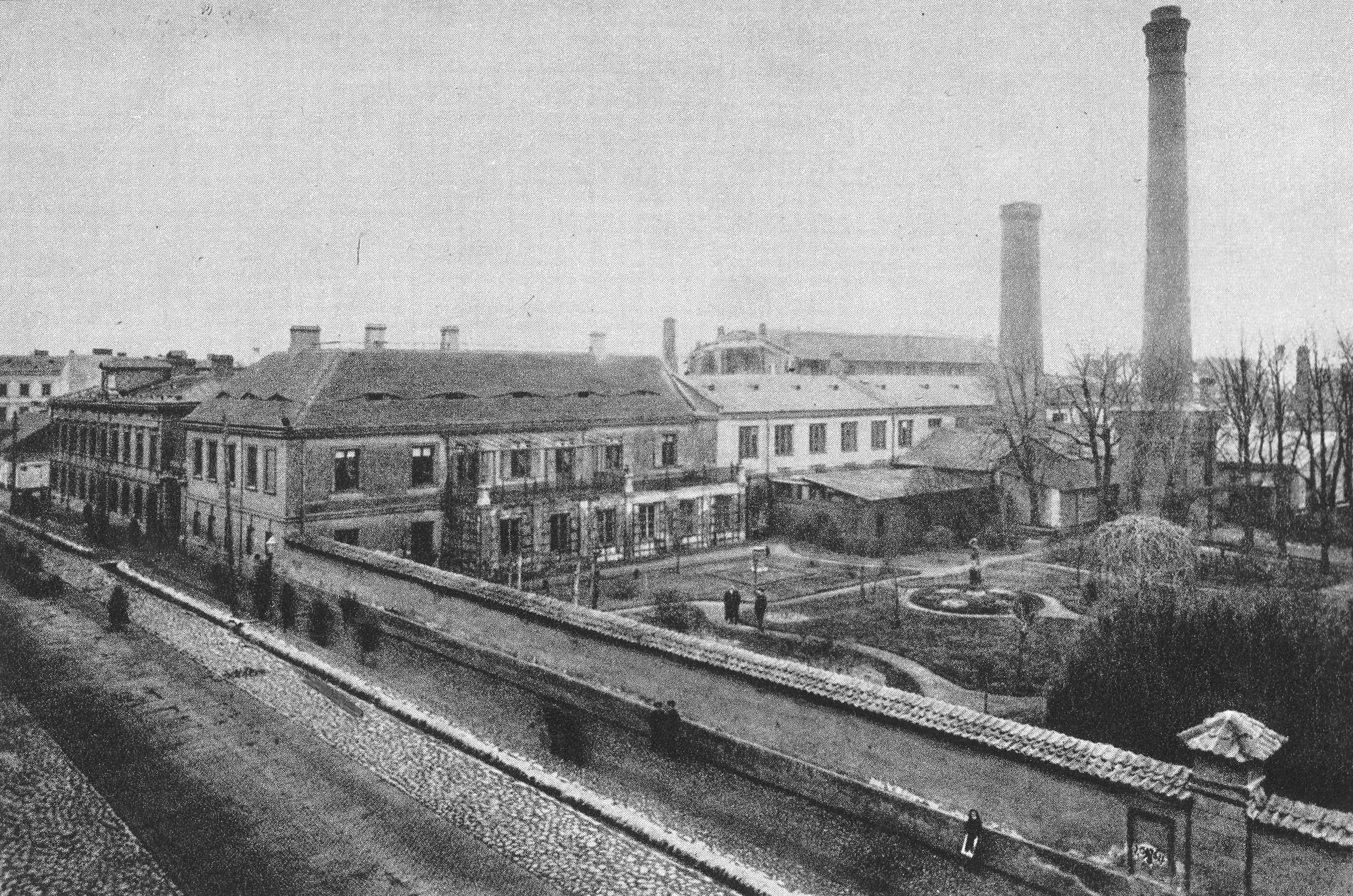
Fabrikanlage entlang der Żelazna-Straße um 1890. Im Vordergrund befindet sich der von Franciszek Ryx angelegte Garten

Norblin, Bracia Buch i T. Werner (vollständige Firmierung: Towarzystwo Akcyjne Fabryk Metalowych „Norblin, Bracia Buch i T. Werner”) war im 19. und 20. Jahrhundert ein bedeutender Hersteller von Metallwaren, Haushaltsgeräten und Militärausrüstung im heutigen Warschauer Distrikt Wola. Die Fabrikanlage wurde bis in die 1980er Jahre zu Produktionszwecken genutzt. Nach erheblichen Restaurierungs- und Umbaumaßnahmen ist die revitalisierte Anlage heute ein multifunktionaler, moderner Gebäudekomplex. Das rund zwei Hektar große, ehemalige Fabrikgelände liegt an der Ulica Żelazna 49/53 und verläuft entlang der Ulica Prosta. Verbliebene Fabrikgebäude stehen unter Denkmalschutz.

## Geschichte

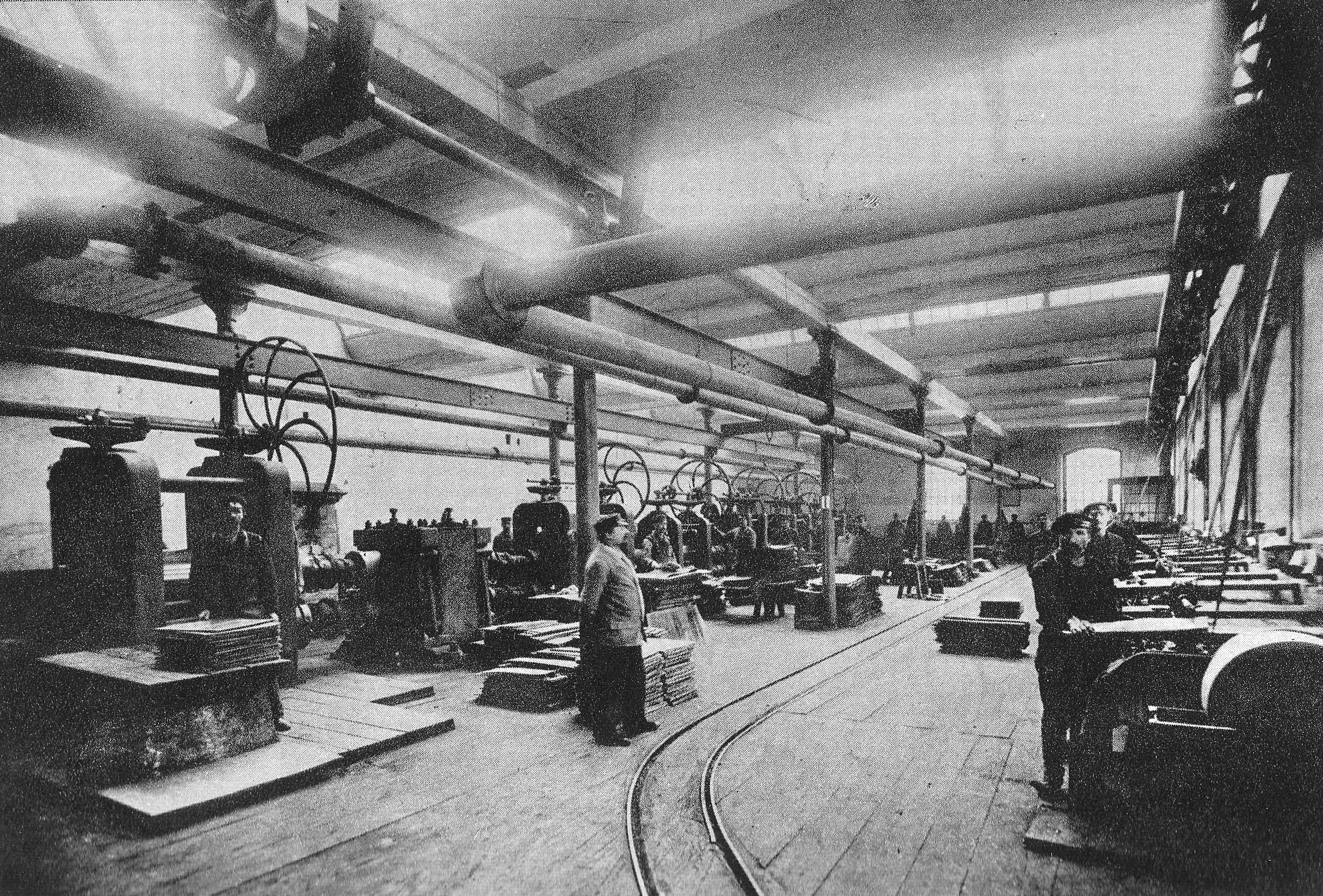
Blechwalzwerk der Fabrik zum Ende des 19. Jahrhunderts

Die bekannte Geschichte des Grundstücks reicht bis in die zweite Hälfte des 18. Jahrhunderts zurück. Um 1780 befand sich hier eine Ziegelei mit Nebengebäuden. Zu einem späteren Zeitpunkt war Franciszek Ryx Eigentümer des Areals, auf dem er eine Villa mit Pavillon, Landschaftsgarten und einem aus alten Lehmgruben der vormaligen Ziegelei gebildeten Teich anlegte. Etwa Mitte des 19. Jahrhunderts erwarb der Berliner Fabrikant Edward Luckfield dieses Grundstück und vorhandene Gebäude, um hier in Partnerschaft mit dem Juwelier Gustaw Henniger Produkte aus sogenanntem Neusilber herzustellen. Dieses Neusilber war eine Legierung aus Kupfer, Zink und Nickel. Nach Luckfields Tod, in den späten 1850er Jahren, wurde die Fabrik um 1870 von der Familie Buch gekauft. Die ursprünglich aus Deutschland stammende Familie Buch war damals in St. Petersburg als Produzent von Knöpfen und plattierten Uniformdekorationen tätig.

### Unternehmensfusion

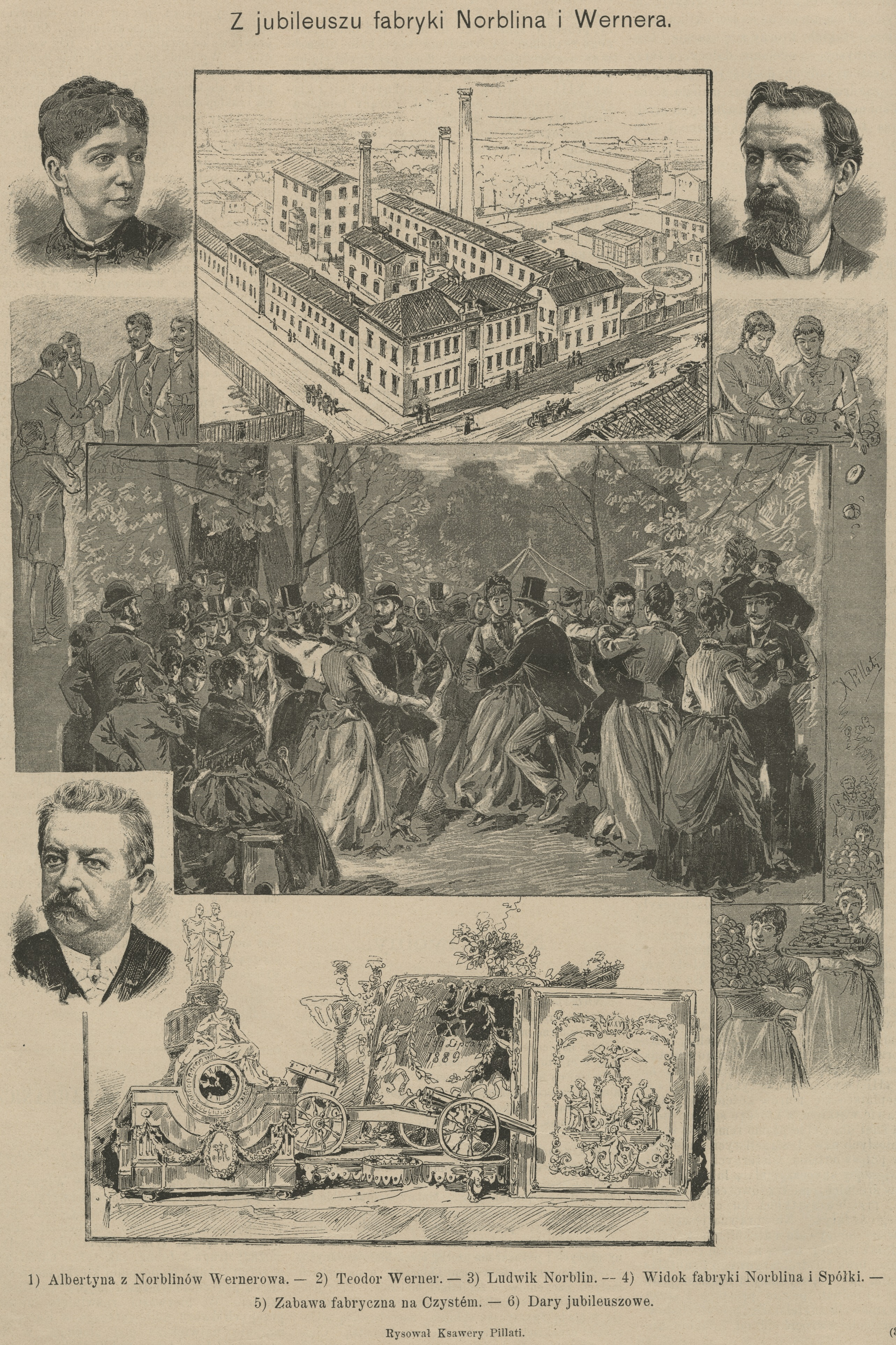
Holzschnitt, anlässlich des 25-jährigen Jubiläums der Gründung von Norblin i S-ka, veröffentlicht in der Tygodnik Ilustrowany, 1889

1820 hatte der Sohn des Malers Jan Piotr Norblin, Aleksander Jan Konstanty Norblin (1777–1823), in Warschau ein Unternehmen gegründet, welches auf die Herstellung von Bronzeprodukten spezialisiert war. Die Produktpalette war vielfältig und umfasste Kutschenbeschläge, Militärausrüstung, dekorative Kirchenelemente, Kerzenleuchter oder Tintenfässer. Das von Bertel Thorvaldsen aus Bronze gefertigte Nikolaus-Kopernikus-Denkmal in Warschau wurde von Norblin produziert. Als der Sohn des Gründers, Wincent Norblin, Mitte des 19. Jahrhunderts starb, wurde das Unternehmen von Ludwik Norblin übernommen, der ab 1865 mit seinem Schwiegersohn Teodor Werner zusammenarbeitete. Es entstand die Norblin i S-ka (deutsch: Norblin und Partner), die 1882 die Fabrik der Gebrüder Buch übernahm. Die Produktion wurde vom bisherigen Norblin-Standort in der Chłodna-Straße 5 in die Żelazna-Straße verlegt. Das fusionierte Unternehmen, das unter dem Namen Towarzystwo Akkcyjne Fabryk Metalowych Norblin, Bracia Buch i T. Werner firmierte, beschäftigte 1883 rund 400 Arbeiter. Neben den Hauptgesellschaftern Ludwik Norblin und Teodor Werner hielten Adam Norblin, Karol und Aleksander Temler sowie Kazimierz Szwede ebenfalls Anteile am Unternehmen. Die Fabrik produzierte Silberblech, Kirchen- und Wohnschmuck (Uhren, Kerzenleuchter, Kandelaber) sowie gewalzte und gezogene Halbzeuge: Kupfer-, Messing- und Silberbleche sowie Rohre und Drähte. Zum Ende des 19. Jahrhunderts gehörte das Unternehmen zu den größten metallverarbeitenden Unternehmen des Königreichs Polen.
1905 kam es zu Absatzproblemen im Russischen Reich, Lohnkürzungen und Entlassungen in der Fabrik waren die Folge. Teile der Belegschaft begannen zu streiken, was zu einer Aussperrung auch anderer Arbeiter führte. 1913 wurden Haushaltsprodukte des Unternehmens in 17 Geschäften verkauft, darunter in St. Petersburg, Moskau, Odessa, Riga, Kiew, Samara und Saratow. Die Fabrik beschäftigte bis zu 600 Mitarbeiter. Die im Ersten Weltkrieg geschlagenen russischen Truppen nahmen 1915 bei ihrem Abzug aus Warschau große Teil des Maschinenparks und der Rohstoffe mit. Die Fabrik wurde kurz vor Kriegsende auf Rüstungsproduktion umgestellt – es wurden nun auch Geschosse und Gewehrmunition hergestellt.

### Nach dem Ersten Weltkrieg
Auch in der Zweiten Polnischen Republik war Norblin, Bracia Buch i T. Werner eines der bedeutendsten Unternehmen Warschaus. 1938 waren hier mehr als 1100 Menschen beschäftigt, davon etwa 400 in der Abteilung für militärische Ausrüstung. Die monatliche Munitionsproduktion umfasste etwa vier Millionen Kugeln für Gewehre von Mauser und 80 Tonnen Messing- und Kupferkomponenten für Artilleriemunition.
Während des Zweiten Weltkrieges wurden die Fabrikationsanlagen bei der Schlacht um Warschau von Treffern am  19. September 1939 stark beschädigt. Ein Großteil der Maschinen wurde nach Eroberung der Stadt ins Deutsche Reich transportiert. Während der Besatzungszeit produzierte das Werk mit reduzierter Kapazität für die deutschen Besatzer und beschäftigte 127 Menschen, darunter 51 Arbeiter. Bei den Kämpfen des Warschauer Aufstandes wurden weitere Teile der Fabrik zerstört.

### Nach dem Zweiten Weltkrieg

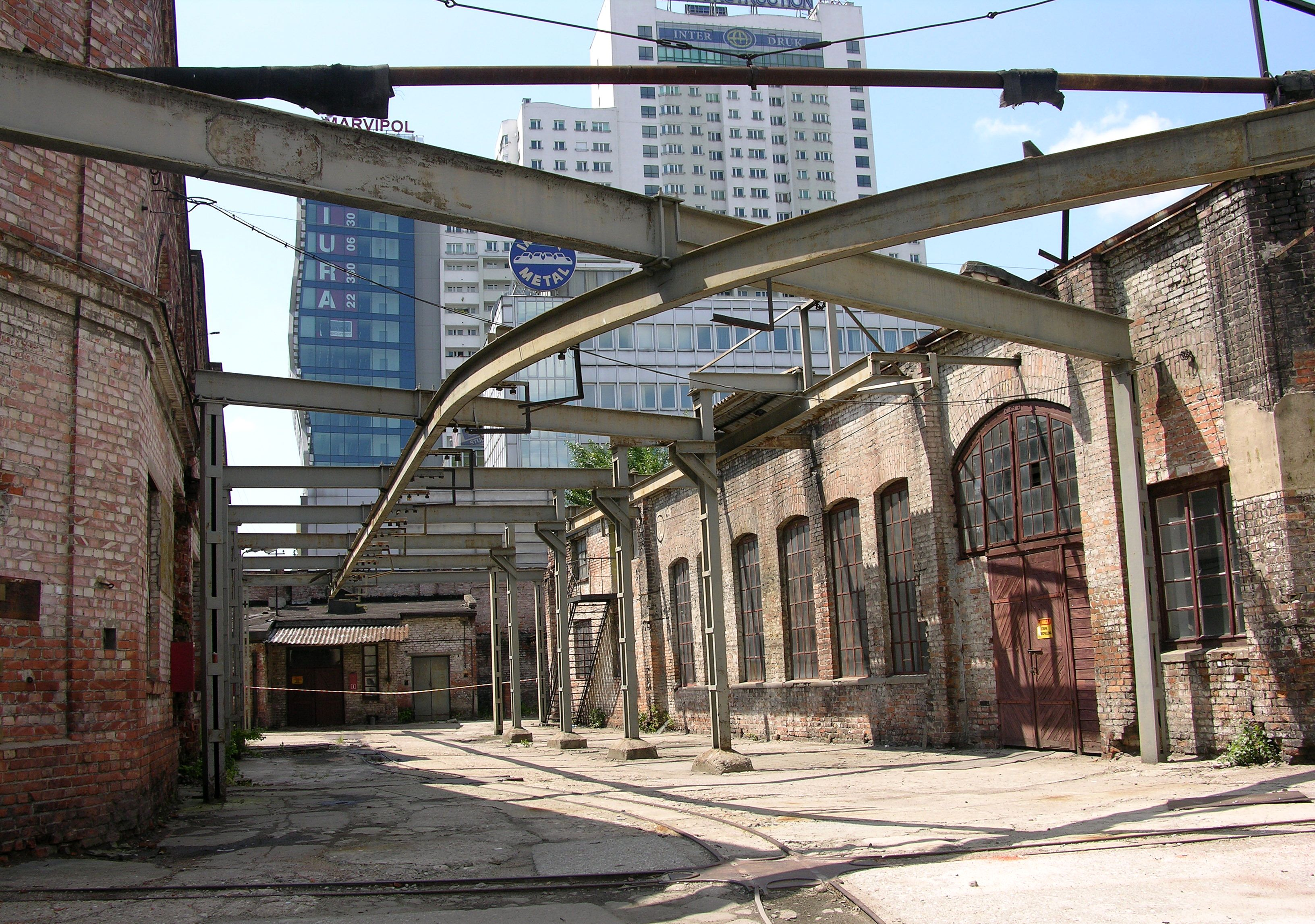
Erhaltene Transportvorrichtung und Schienen des geschlossenen Metallwalzwerks, 2011

Nach dem Krieg wurden die provisorisch wiederaufgebauten Werke unter der Firmierung Walcownia Metali „Warszawa“ (deutsch: Metallwalzwerk Warschau) verstaatlicht. Zur Verbreiterung der Prosta-Straße wurde zwecks des Baues einer Straßenbahnlinie der gesamte Gebäudetrakt entlang der Prosta abgerissen. Das Werk verfügte über eine Gießerei, ein Presswerk und eine Drahtwerkstatt. Die Produktion von Haushaltsprodukten – mit denen das Unternehmen begonnen und große Bekanntheit erlangt hatte – wurde nicht wieder aufgenommen. Nur die Herstellung industrieller Vorprodukte (Rohre, Drähte, Stange und Bleche) wurde fortgeführt. Die Fabrik beschäftigte in den 1950er Jahren 700 Mitarbeiter. Die Anlagen in Żelazna waren bis 1982 in Betrieb, dann wurde die Produktion dort eingestellt und an einen neuen Standort in die Ulica Palisadowa 20/22 in den Warschauer Distrikt Bielany verlegt. Ab 1991 konnte von dem dortigen Unternehmen wieder die Firmierung Norblin genutzt werden. Bis 2001 war das Unternehmen als Metallurgie- und Maschinenbauunternehmen tätig, seitdem ausschließlich in der Immobilienentwicklung.
Die Fabrikanlagen in Wola verfielen langsam und wurden teilweise abgerissen. Ende der 1980er Jahre wurde in einem der ungenutzten Gebäude ein industrietechnisches Museum (Muzeum Przemysłu) eingerichtet. Ebenso waren auf dem Gelände in den 1990er Jahren eine Zeitlang das Warschauer Druckmuseum (Muzeum Drukarstwa) und ein Theater (Teatr Scena) untergebracht.

### Revitalisierung

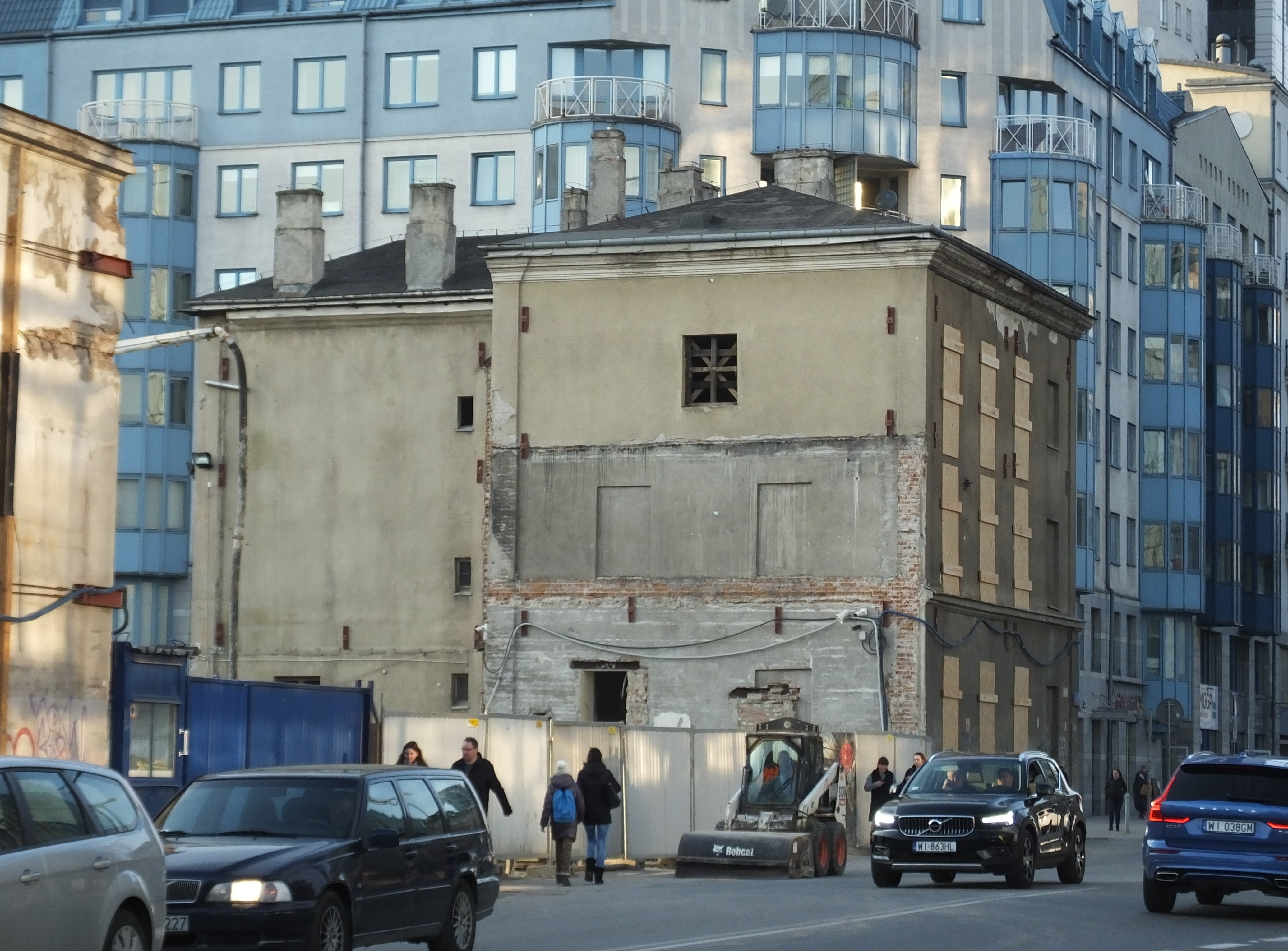
Sanierung von unter Denkmalschutz stehenden ehemaligen Fabrikgebäuden im Jahr 2019

Im Februar 2007 wurde das Gelände an eine Entwicklungsgesellschaft verkauft. Als Folge schloss als letzte der noch bestehenden Einrichtungen in der Anlage das Technikmuseum im Juni 2008. Nach Besitzerwechsel und jahrelangen Vorbereitungen begannen 2017 die im Jahr 2021 abgeschlossenen Bauarbeiten zu einem neungeschossigen Gebäudekomplex, in den einige der historischen Fabrikgebäude integriert wurden. Ebenfalls konnten Teile der alten Fabrikationstechnik erhalten und restauriert werden. Aufgestellt an verschiedenen Stellen des Komplexes, dienen sie heute als Museumsstücke.